# Dardanus Sulcus
Il Dardanus Sulcus è una struttura geologica della superficie di Ganimede.